# Буркхард V фон Мозбург
Буркхард V фон Мозбург (на немски: Burkhard V von Moosburg; * в Мозбург; † 11 май 1162 при Милано) е граф на Мозбург на Изар в Бавария, 1148 г. фогт на Св. Кастулус.

## Произход
Той е син на граф Буркхард IV фон Мозбург († ок. 1138), фогт на Св. Кастулус и Изен, и втората му съпруга Гертруд фон Герн († 1175), дъщеря на Адалберт фон Герн.
През 1021 г. бенедиктинският манастир в Мозбург е прекратен и се образува хорхерен манастир.
Буркхард V фон Мозбург е убит на 11 май 1162 г. в битка при Милано. През 1207 г. графският дворец е унищожен от пожар и голяма част от църквата. През 1281 г. графският род фон Мозбург изчезва със смъртта на правнук му граф Конрад V фон Мозбург († 19 август 1281).

## Фамилия
Буркхард V фон Мозбург се жени пр. 17 септември 1161 г. за Бенедикта фон Ронинг († ок. 11 май 1205), дъщеря на граф Конрад II фон Ронинг († 1171) и на фон Юлбах или Рихинца фон Ронинг?. Те имат един син:
- Конрад II фон Мозбург († 31 март 1218), женен I. за Бенедикта († 2 юни 11??), II. пр. 17 септември 1161 г. за Хедвиг фон Моозен?

Съпругата му Бенедикта фон Ронинг се омъжва втори път пр. 17 септември 1161 г. за Улрих фон (Лутцман) Щайн-Рониниг († 1186/1189).